# Battaglia di Luzzara
La battaglia di Luzzara ebbe luogo il 15 agosto 1702, nel corso della guerra di successione spagnola e vide fronteggiarsi gli eserciti franco-spagnolo, al comando del duca di Vendôme, ed austriaco, al comando del principe Eugenio di Savoia. Al termine entrambi i contendenti proclamarono la vittoria sul nemico.
Il 12 luglio di quell'anno il diciannovenne futuro re di Spagna Filippo V, giunto in Italia alla testa di un piccolo contingente di truppe spagnole (circa 2 000 uomini), per difendere i possedimenti spagnoli in Italia, si congiunse nei pressi di Cremona con l'armata francese del Vendôme, forte di circa 30 000 uomini, cui si aggiunse anche un altro contingente spagnolo comandato dal governatore di Milano per conto della Spagna, principe di Vaudémont.
L'armata franco-spagnola puntava a costringere gli imperiali a rinunciare all'assedio della fortezza di Mantova. Accampato presso Sailetto (frazione di Suzzara, Mantova), il principe Eugenio di Savoia seppe dai suoi informatori della presenza dell'armata nemica e, tolto velocemente il campo, raggiunse i franco-spagnoli e, verso le tre del pomeriggio li attaccò mentre erano ancora in ordine di marcia. I combattimenti furono piuttosto violenti, si protrassero fino alle nove di sera e le perdite austriache di 4 600 uomini superarono quelle franco-spagnole, attestate su 3 000 uomini.
L'indomani ciascuno dei due schieramenti vantò la vittoria, che fu celebrata con messe di ringraziamento sia a Vienna che a Parigi. I due eserciti si fronteggiarono senza combattersi fino a novembre, quando entrambi lasciarono la zona per i quartieri invernali. A parte l'individuazione del vincitore, è un fatto che i franco-spagnoli non raggiunsero l'obiettivo di liberare Mantova dall'assedio e gli austriaci non arretrarono dalla loro posizione.

## Antefatti
La guerra di successione spagnola scoppiò nel novembre del 1700 in successione alla morte di Carlo II di Spagna, il quale non aveva generato nessun erede. Di fatto Carlo prima di morire nominò come suo erede Filippo V, nipote del re Luigi XIV di Francia, il 16 novembre 1700 divenne sovrano dell'Impero spagnolo. Tale impero oltre a comprendere la Spagna continentale, ne facevano parte anche i Paesi Bassi spagnoli, gran parte dell'Italia e il Vicereame della Nuova Spagna. Nel 1701, ci furono alcune controversie sui diritti territoriali e commerciali che diedero inizio alla guerra tra Francia, Spagna e Grande Alleanza, il cui candidato era Carlo VI d'Asburgo, il figlio più giovane di Leopoldo I d'Asburgo, quest'ultimo era l'Imperatore del Sacro Romano Impero.
La guerra nel Nord Italia si incentrò sui ducati spagnoli di Milano e Mantova, il quale furono considerati essenziali per la sicurezza dei confini meridionali dell'Arciducato d'Austria. A marzo del 1701, le truppe francesi occuparono entrambe le città; Vittorio Amedeo II di Savoia si alleò con la Francia, in cambio sua figlia Maria Luisa doveva sposarsi con Filippo V.
L'anno dopo, il generale Eugenio di Savoia vinse diverse vittorie contro il comandante francese François de Neufville de Villeroy, costringendolo a ritirarsi dietro il fiume Adda. Nonostante le grandi vittorie conseguite da Eugenio, non fu in grado di sfruttare appieno il successo militare visto che Leopoldo deviò molte delle sue truppe dall'Italia per affrontare problemi altrove. Tuttavia, improvvisò una campagna invernale a sorpresa, riuscì di fatto a catturare il suo famigerato nemico di guerra, Villeroi in seguito alla sua disfatta nella battaglia di Cremona, a febbraio del 1702, prima di mettere sotto assedio Modena. Determinato a mantenere il controllo della regione, Luigi inviò Vendôme per rimpiazzare Villeroi, oltre ai rifornimenti.
Il 12 luglio 1702, Vendôme fu raggiunto da Filippo V, il quale aveva visitato alcune località italiane sotto controllo della Spagna, come ad esempio il Regno di Napoli, il Regno di Sicilia e il Ducato di Milano. Con l'arrivo di Vendôme e dei rifornimenti portati da Filippo, l'esercito franco-savoiardo era composto di 30,000 - 35,000 soldati, compresi 10,000 savoiardi e cinque reggimenti della Brigata irlandese. A luglio, Vendôme riuscì a catturare Modena, poi marciò a nord per occupare Guastalla; il 26 luglio si scontrò con la cavalleria imperiale guidata da Visconti nella battaglia di Santa Vittoria.
Ad agosto, un distaccamento guidato da Vendôme assediò Luzzara, una piccola cittadina tenuta da una guarnigione austriaca di 500 soldati, il quale controllava un ponte sul fiume Po. Il principe Eugenio si trovò di fatto tagliato fuori dalla sua base di approvvigionamento a Mirandola, abbandonò l'assedio di Mantova, per andare a difendere Luzzara, disse al suo governatore di resistere fino al suo arrivo.
Molte delle sue truppe si erano stanziate nelle guarnigioni a Mirandola, Bersello e Borgoforte, l'esercito guidato da Vendôme rimase quindi con 26 000 uomini. Il 14 agosto, raggiunse Riva, un piccolo villaggio a nord di Luzzara; qui apprese che la città oramai si era già arresa e che il resto dell'esercito di Vendôme si stava muovendo in un campo appena fuori.

## Conflitto

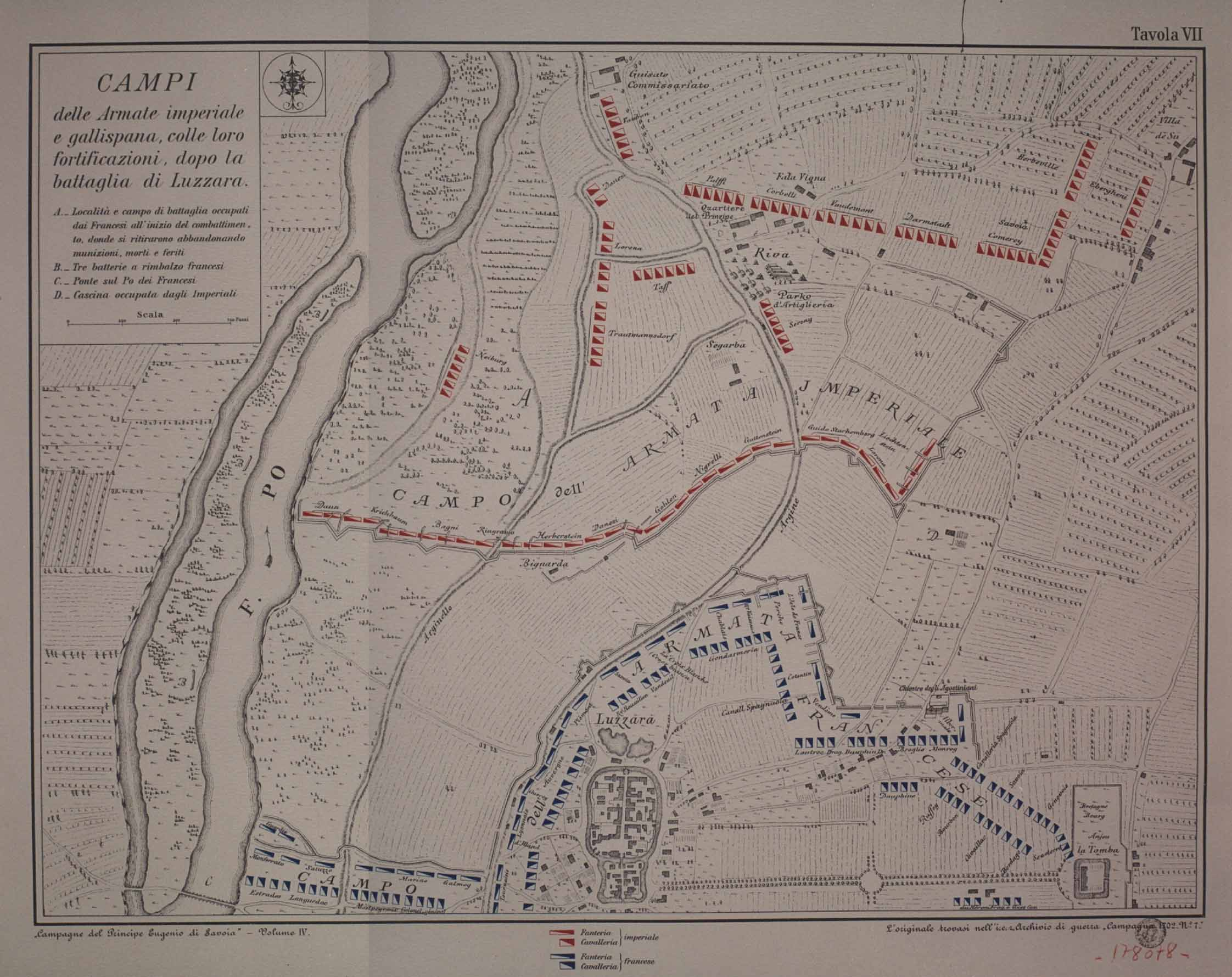
Cartina della battaglia: il rosso indica lo schieramento imperiale mentre il blu lo schieramento franco-savoiardo.

Tra il fiume Po e Luzzara, c'erano due rilevati, il quale furono costruiti per evitare che il fiume inondasse la campagna; uno più alto appena fuori dalla città e uno più basso e piccolo vicino al fiume. Eugenio pianificò di nascondere le sue truppe dietro questi rilevati, in modo da cogliere di sorpresa l'esercito franco-savoiardo; dal momento che il loro obbiettivo primario sarebbe stato quello di raccogliere il foraggio e l'acqua per i loro cavalli, sperava inoltre di sorprenderli disarmati. Eugenio divise il suo esercito in due linee, la sinistra sotto il comando di Visconti e Carlo Francesco di Lorena, mentre la destra sotto Carlo Tommaso di Lorena, Eugenio avrebbe invece guidato la linea centrale.
Durante la mattina e le prime ore del pomeriggio del 15 agosto, gli imperiali attraversarono il Po e si misero in posizione, ma furono scoperti da una pattuglia francese. In poco tempo si riorganizzarono, verso le 17:00, Eugenio ordinò un assalto generale. La sua linea destra fu respinta quattro volte, con gravi perdite su entrambi i lati, in particolare tra le unità irlandesi e il reggimento di Albemarle della linea sinistra francese. La lotta sull'altra linea era ugualmente sanguinosa; Carlo Tommaso e la sua fanteria danese hanno avuto diverse occasioni per sfondare le linee nemiche, anche se lui e tanti altri comandanti veterani ne rimasero uccisi.
Con il terreno smosso significava che la cavalleria aveva poca efficacia nella battaglia, le vittime erano di conseguenza ancora più alte in proporzione al numero effettivamente impiegato. I francesi riuscirono a tenere compatte le loro linee fino a quando lo sfinimento pose fine al combattimento intorno a mezzanotte, nessuno dei due eserciti fu in grado di riprendere l'attacco al mattino. Dal momento che Eugenio rimase in possesso del campo di battaglia, reclamò la vittoria, secondo la prassi del tempo.

## Conseguenze
Nonostante le 4,000 perdite dell'esercito franco-spagnola guidato da Vendôme, comparate alle 2,000 perdite dell'esercito imperiale, la maggior parte degli analisti considerano la battaglia un pareggio, anche se pose fine all'offensiva francese; le due armate rimasero l'una di fronte all'altra fino al mese successivo, occasionalmente si bombardano a vicenda Ciò permise a Eugenio di resistere fino a quando i due fronti entrarono nella stagione invernale, tuttavia le forze franco-savoiarde riconquistarono tutto il terreno perduto l'anno precedente.
Due giorni dopo la battaglia, Filippo rientrò a Madrid, a gennaio 1703, Eugenio fu convocato a Vienna per assumere la guida del Consiglio di Guerra Imperiale, venne inoltre sostituito come comandante in Italia da Guido von Starhemberg. Il teatro bellico italiano rimase tranquillo nel 1703, Starhemberg si trovava in forte inferiorità numerica, mentre Vendôme insisteva in una futile offensiva attraverso il Tirolo, all'epoca governato da Massimiliano II Emanuele di Baviera. A ottobre 1703, Vittorio Amedeo II disertò a favore dell'Alleanza, nei successivi due anni, Vendôme riuscì a conquistare gran parte della Lombardia.
Nel 1708, Eugenio commissionò al pittore olandese Jan van Huchtenburgh una serie di dipinti e incisioni che avrebbero celebrato le sue vittorie militari, fra di esse vi è anche quella di Luzzara.